# میلا کریستی
میلا کریستی ویتا سارتوری (متولد ۱۰ ژوئن ۱۹۷۱، در سائوپائولو) یک بازیگر برزیلی، مدل، خواننده، مجری تلویزیون و تاجر است. او به عنوان یک مدل در مجله Capricho ظاهر شد. میلا در سن ۱۵ سالگی در ژاپن کار و زندگی کرد.

## زندگی‌نامه
پدر میلا کریستی، اودایر گورگا بود و در خانواده ای متوسط در سائوپائولو به دنیا آمد، کارگردان تئاتر بود. او یک برادر به نام جولیانو گورگا دارد.
کریستی در باله کلاسیک، مدرن و رقص آموزش دیده‌است. او در سن ۱۰ سالگی قهرمان ژیمناستیک در سائوپائولو توسط باشگاه پینیروس شد. او اولین حضور تلویزیونی خود را در سال ۱۹۷۹ در روبرتو کارلوس ویژه با بازی پسر انجام داد، در حالی که خواننده نقش چارلی چاپلین (کارلیتوس) را بازی کرد.

## فیلم‌شناسی

### تلویزیون
| سال  | عنوان                            | نقش                      | یادداشت                               |
| ---- | -------------------------------- | ------------------------ | ------------------------------------- |
| ۱۹۸۹ | زاپ                              | ارائه کننده              |                                       |
| ۱۹۹۰ | میو بم، میو مال                  | جسیکا میراندا            |                                       |
| ۱۹۹۲ | خدایا کمکمان کن                  | اولی (اولی بیسمارک)      |                                       |
| ۱۹۹۳ | کلوب دا کریانسا                  | ارائه کننده              |                                       |
| ۱۹۹۴ | یک ویاژم                         | کارلوتا                  | قسمت‌ها: "۲۳ اوت - ۲۱ اکتبر"           |
| ۱۹۹۵ | انگراچادینیا… عشق‌ها و گناهان شما | سیلن                     |                                       |
| ۱۹۹۵ | یک کمدیا دا ویدا پریوادا         | دبورا (لولی)             | قسمت: "خانه چهل"                      |
| ۱۹۹۵ | تصمیم بگیرید                     | کلودیا                   | اپیزود: "رمدیو دوویدوسو"              |
| ۱۹۹۵ | مالهسائو                         | برانکا / آلوا            | فصل ۱؛ قسمت‌ها: "۲۰ نوامبر - ۶ دسامبر" |
| ۱۹۹۶ | شما کی هستید؟                    | ایوانا سینترا            |                                       |
| ۱۹۹۶ | تصمیم بگیرید                     | آنا                      | قسمت: "بالا پردیدا"                   |
| ۱۹۹۷ | یک عدالت                         | روزاریو                  | قسمت: "تک فرزند"                      |
| ۱۹۹۷ | رناتو آراگائو مخصوص              | دنی                      | قسمت: "سرود کریسمس"                   |
| ۱۹۹۹ | تصمیم بگیرید                     | لورا                     | قسمت: "گرگینه"                        |
| ۱۹۹۹ | شلیک و سقوط                      | دانیلا آمارانته د کاسترو |                                       |
| ۲۰۰۰ | Mylla em Forma                   | ارائه کننده              |                                       |
| ۲۰۰۳ | کوباناکان                        | کاساندرا                 | قسمت‌ها: "۱۱–۱۴ ژوئیه"                 |
| ۲۰۰۴ | بانوی مقصد                       | الئونورا فریرا داسیلوا   |                                       |
| ۲۰۰۷ | عشق و دسیسه                      | رافائلا نورونها          |                                       |
| ۲۰۱۳ | خوزه دو اگیتو                    | راشل                     |                                       |
| ۲۰۱۷ | کارینا دی آنجو                   | دکتر. الساندرا           |                                       |
| ۲۰۱۸ | در نقش ماجراهای پولیانا          | ورونیکا پسوا ماوتنر      |                                       |

### فیلم‌ها
| سال  | عنوان                | نقش              | یادداشت    |
| ---- | -------------------- | ---------------- | ---------- |
| ۱۹۹۳ | عصر اوما وز…         |                  |            |
| ۱۹۹۸ | فقیر برای یک روز     | لوردس            | فیلم کوتاه |
| ۱۹۹۸ | شور از دست رفته      | آنا - پرستار بچه |            |
| ۲۰۰۱ | محکوم به آزادی       | آنجلا            |            |
| ۲۰۰۱ | کریستال‌های زیر تخت   | یاسمین           |            |
| ۲۰۰۶ | ای کاسو مورل         |                  |            |
| ۲۰۱۱ | به عنوان دوز استرلاس | ساندرا بیس       |            |